# Biserica de lemn „Sf. Gheorghe” din Șpălnaca

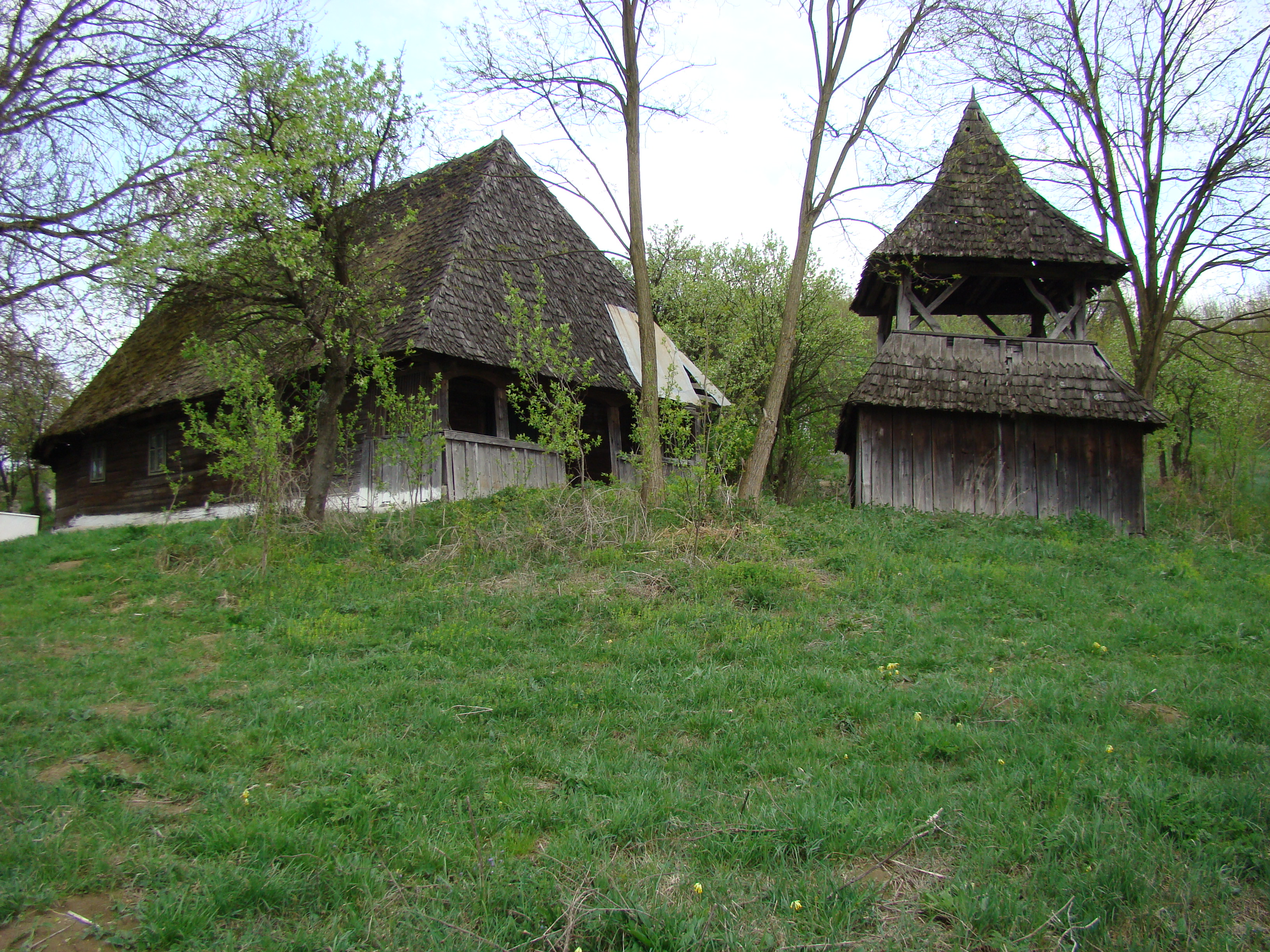
Biserica de lemn din Şpălnaca, județul Alba, 2009

Biserica de lemn din Șpălnaca, comuna Hopârta, județul Alba a fost edificată în secolul al XVIII-lea. Biserica poartă hramul „Sfântul Gheorghe”. Este înscrisă pe noua listă a monumentelor istorice sub cod LMI AB-II-a-B-00368 . În sat a existat până după revoluție încă o biserică de lemn, a „Sfinților Arhangheli", care a fost demolată.

## Trăsături și Istoric
Biserica este așezată într-un cadru pitoresc din sud-estul satului, fiind străjuită de clopotnița detașată și de arțarul cu trei tulpini. Pereții navei înscriu un dreptunghi, iar ai absidei, retrași față de aceștia,sunt ușor trapezoidali. În elevația interiorului se află o boltă comună,peste naos și pronaos, de formă semicilindrică, în timp ce absida are o formă semicilindrică ușor îngustată spre est, unde este intersectată cu un timpan înclinat. Deși la intrarea de vest este încrustat anul 1865, acesta nu este anul constucției, ci al renovării. În 1869 a fost finalizată ultima pictură, de către Profirie Șarlea de la Feisa. Repictarea a început în anul 1868, data fiind înscrisă pe scena Răstignirii și repetată pe cea a Coborârii de pe Cruce.

## Galerie de imagini

Biserica
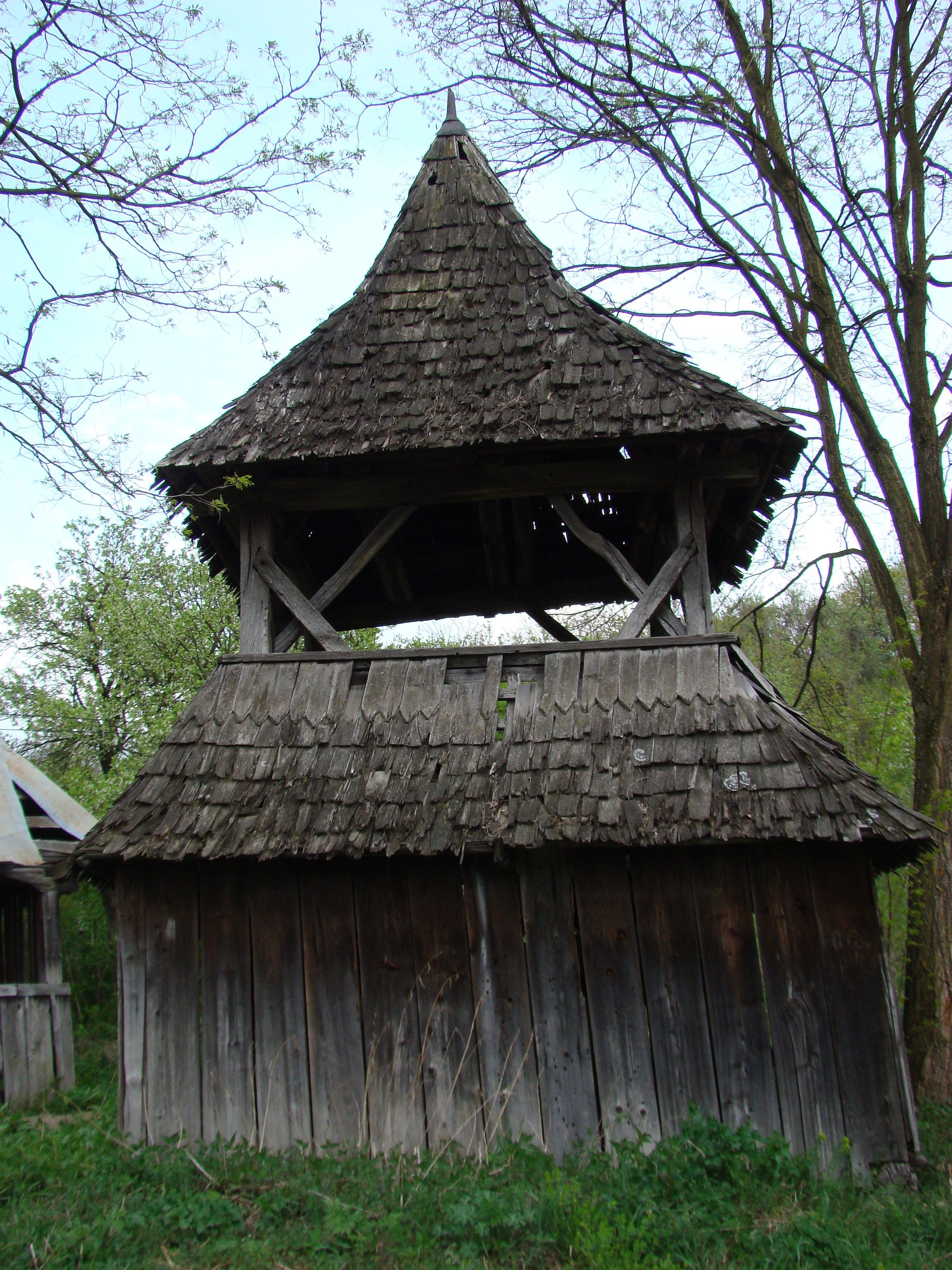
Clopotniţa
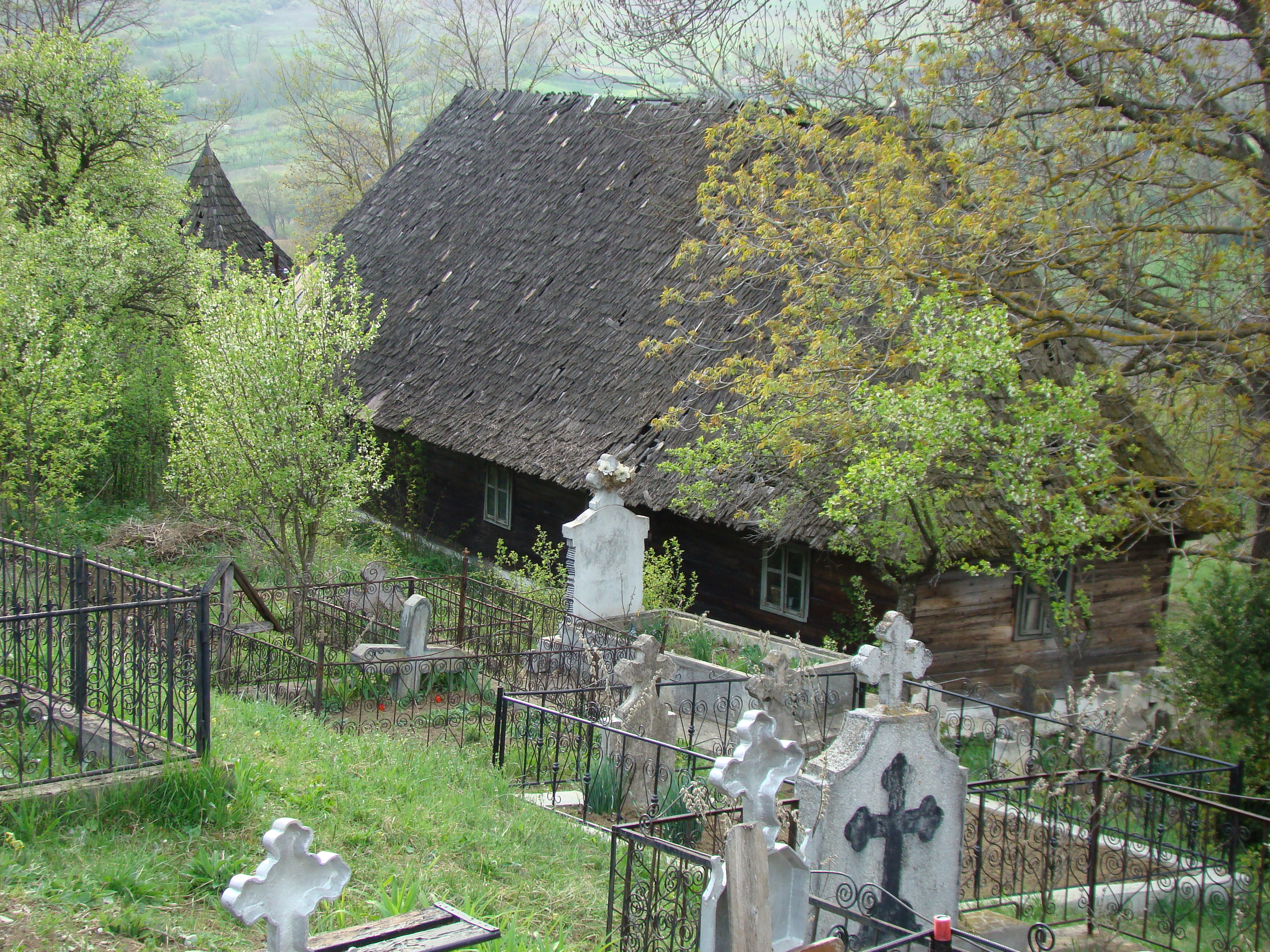
Vedere de ansamblu
Absida altarului
Latura de nord a bisericii
Detaliu picturǎ 1
Detaliu picturǎ 2
Detaliu pictură 3
Uşile împărăteşti
Fragment inscripţie
Iconostasul văzut din altar
Detaliu pictură 4
Intrările în absida altarului
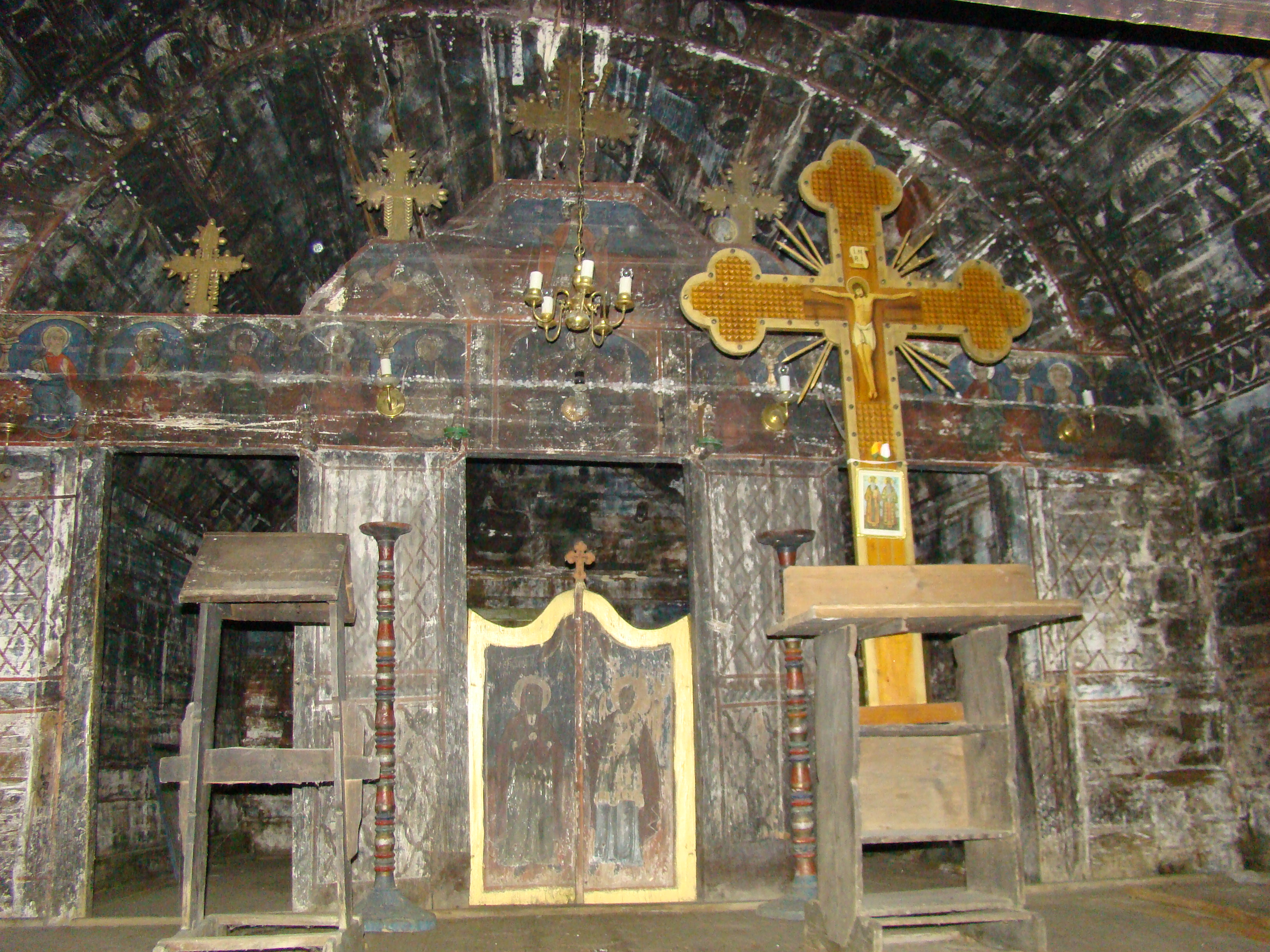
Iconostasul